# Fêtes franco-russes: Cherbourg, débarquement des souverains russes
Fêtes franco-russes: Cherbourg, débarquement des souverains russes è un cortometraggio del 1896 diretto da Constant Girel.

## Trama
5 ottobre 1896: Constant Girel documenta lo sbarco dei sovrani russi Nicola II e Aleksandra Fëdorovna Romanova a Cherbourg, in Francia.